# Jirō Akama

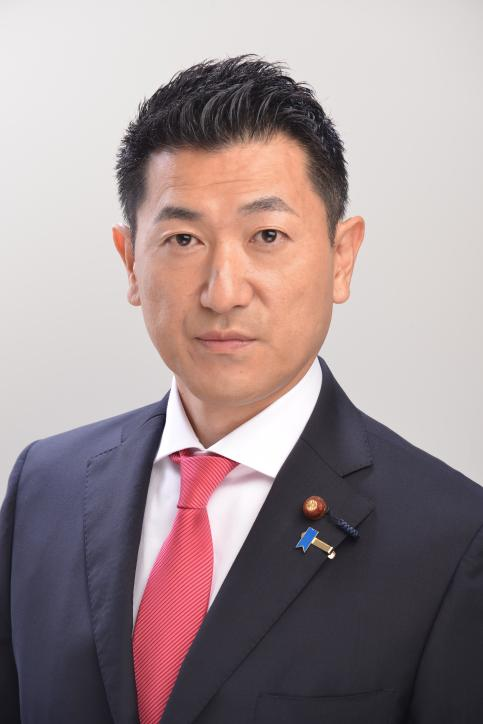
Akama Jirō

Jirō Akama (japanisch 赤間 二郎 Akama Jirō; * 27. März 1968 in Sagamihara City,  Kanagawa Prefecture) ist ein japanischer Politiker der Liberaldemokratischen Partei LDP (Jiyūminshutō), der von 2005 bis 2009 Mitglied des Repräsentantenhauses (Shūgiin), des Unterhauses des Parlaments (Kokkai), war und verschiedene „Juniorministerposten“ bekleidete. Seit 2012 ist er wieder Mitglied des Shūgiin.

## Leben
Jirō Akama, dessen Vater Kazuyuki Akama Mitglied der Versammlung der Präfektur Kanagawa war, absolvierte ein Studium der Wirtschaftswissenschaften der Rikkyō-Universität, welches er mit einem Bachelor of Economics beendete. Ein postgraduales Studium an der University of Manchester schloss er mit einem Diplom ab. Er engagierte sich als ehrenamtlicher Bewährungshelfer und war als Vertreter der LDP zwischen 1999 und 2005 ebenfalls Mitglied der Versammlung der Präfektur Kanagawa, in der er seine Geburtsstadt Sagamihara vertrat. Als Vertreter der sogenannten „Koizumi Chirudoren“ (Koizumi-Kinder) unter Premierminister Jun’ichirō Koizumi kandidierte er für die LDP bei der Shūgiin-Wahl am 11. September 2005 im Wahlkreis XIV der Präfektur Kanagawa erfolgreich für ein Mandat im Repräsentantenhaus und konnte den Gegenkandidaten von der Demokratischen Partei DP deutlich besiegen. Bei den darauf folgenden Wahlen am 30. August 2009 unterlag er jedoch dem Kandidaten der DP und schied aus der Shūgiin. Bei den Wahlen am 16. Dezember 2012 wurde er dann wiederum im Wahlkreis XIV der Präfektur Kanagawa zum Mitglied des Repräsentantenhauses gewählt, dem er nach seinen Wiederwahlen am 14. Dezember 2014, 22. Oktober 2017, 31. Oktober 2021 und 2024 seither angehört.

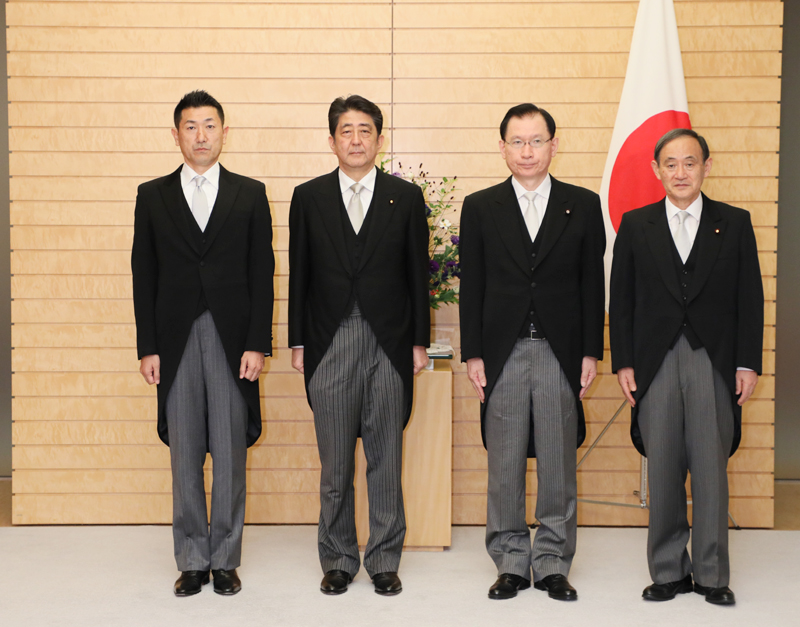
Jirō Akama (links) mit Premierminister Shinzō Abe (2.v.l.) am 27. September 2017

Am 4. September 2014 übernahm Akama im umgebildeten Kabinett Shinzō Abe II das Amt als Parlamentarischer Vizeminister für interne Angelegenheiten und Kommunikation und bekleidete dieses Amt vom 24. Dezember 2014 bis zum 7. Oktober 2015 auch im Kabinett Shinzō Abe III. Des Weiteren fungierte er zwischen 2015 und 2016 als Staatsminister (mehrfach gewechselte, derzeitige englische Übersetzung von fuku-daijin, „Vizeminister“) im Kabinettsamt. Im Zuge der zweiten Umbildung des 3. Kabinetts Shinzō Abe III wurde er am 3. August 2016 zum Staatsminister für interne Angelegenheiten und Kommunikation (englisch für Allgemeine Angelegenheiten) berufen und besuchte als solcher als ranghöchstes Regierungsmitglied Japans seit 1972 die Japan–Taiwan Exchange Association im März 2017 in der Republik China. Er war vom 1. November 2017 bis zum 2. Oktober 2018 wiederum Staatsminister im Kabinettssekretariat. Innerhalb der Liberaldemokratischen Partei fungierte er zeitweise als stellvertretender Generalsekretär, als stellvertretender Vorsitzender des LDP-Komitees für Angelegenheiten des Nationalparlaments sowie als Direktor der LDP-Abteilung für interne Angelegenheiten und Kommunikation (sōmubu, der sachpolitischen Abteilung für das gleichnamige Ministerium für allgemeine Angelegenheiten, nicht des sōmukai, dem zentralen Parteigremium für parteiinterne allgemeine Angelegenheiten). Im Shūgiin war er ferner Direktor des Ständigen Ausschusses für Finanzen sowie zwischen 2020 und 2021 Vorsitzender des Ständigen Ausschusses für Landangelegenheiten, Infrastruktur, Verkehr und Tourismus (englisch für Land[esplanung] & Verkehr).